# Campionati europei di atletica leggera indoor 2011 - Salto triplo maschile
La gara si è svolta il 4 e il 6 marzo 2011.

## Podio
| #       | Atleta          | Nazionalità | Misura | Note                                     |
| ------- | --------------- | ----------- | ------ | ---------------------------------------- |
| Oro     | Teddy Tamgho    | Francia     | 17,92  | Record mondiale                          |
| Argento | Fabrizio Donato | Italia      | 17,73  | Record nazionale                         |
| Bronzo  | Marian Oprea    | Romania     | 17,62  | Miglior prestazione personale stagionale |

## Record
Prima di questa competizione, il record del mondo (RM), il record europeo (EU) ed il record dei campionati (RC) sono i seguenti:
| Record                | Prestazione | Atleta                 | Data                              | Competizione                                       |
| --------------------- | ----------- | ---------------------- | --------------------------------- | -------------------------------------------------- |
| Record mondiale       | 17,91       | Teddy Tamgho Francia   | 20 febbraio 2011 Aubière, Francia |                                                    |
| Record europeo        | 17,91       | Teddy Tamgho Francia   | 20 febbraio 2011 Aubière, Francia |                                                    |
| Record dei campionati | 17,59       | Fabrizio Donato Italia | 7 marzo 2009 Torino, Italia       | Campionati europei di atletica leggera indoor 2009 |

## Risultati

### Qualificazioni
Si qualificano alla finale gli atleti che superano la misura di 16,95 (Q) oppure gli 8 migliori.
| Pos. | Nome                 | Nazione     | 1ª    | 2ª    | 3ª    | Misura | Note                          |
| ---- | -------------------- | ----------- | ----- | ----- | ----- | ------ | ----------------------------- |
| 1    | Teddy Tamgho         | Francia     | 17,06 |       |       | 17,06  | Q                             |
| 2    | Yoann Rapinier       | Francia     | X     | 17,04 |       | 17,04  | Q                             |
| 3    | Marian Oprea         | Romania     | 17,00 |       |       | 17,00  | Q                             |
| 4    | Fabrizio Donato      | Italia      | 15,96 | 16,99 |       | 16,99  | Q                             |
| 5    | Christian Olsson     | Svezia      | 16,79 | X     | 16,87 | 16,87  | q                             |
| 6    | Dzmitrij Dziatsuk    | Bielorussia | 16,77 | 16,87 | 16,11 | 16,87  | q                             |
| 7    | Daniele Greco        | Italia      | 16,19 | X     | 16,75 | 16,75  | q                             |
| 8    | Anders Møller        | Danimarca   | 15,74 | 16,67 | 16,60 | 16,67  | q                             |
| 9    | Karl Taillepierre    | Francia     | 16,49 | 16,00 | 16,62 | 16,62  |                               |
| 10   | Fabrizio Schembri    | Italia      | X     | 16,47 | 16,59 | 16,59  |                               |
| 11   | Jaroslav Dobrovodský | Slovacchia  | X     | 16,20 | 16,55 | 16,55  | Miglior prestazione personale |
| 12   | Yochai Halevi        | Israele     | 16,34 | 16,30 | 15,96 | 16,34  |                               |
| 13   | Vladimir Letnicov    | Moldavia    | 15,81 | 16,32 | X     | 16,32  |                               |
| 14   | Dimítrios Tsiámis    | Grecia      | 16,30 | 16,13 | 15,71 | 16,30  |                               |
| 15   | Momčil Karailiev     | Bulgaria    | X     | 16,29 | X     | 16,29  |                               |
| 16   | Vicente Docavo       | Spagna      | 16,28 | 15,79 | 16,13 | 16,28  |                               |
| 17   | Sjarhej Ivanoŭ       | Bielorussia | 15,78 | 16,06 | 16,24 | 16,24  |                               |
| 18   | Elvijs Misans        | Lettonia    | X     | 16,07 | 16,10 | 16,10  |                               |
| 19   | Jaanus Uudmäe        | Estonia     | 15,54 | X     | 16,07 | 16,07  |                               |
| 20   | Peder P. Nielsen     | Danimarca   | 15,97 | X     | X     | 15,97  |                               |
| 21   | Zacharias Arnos      | Cipro       | X     | 15,76 | 15,77 | 15,77  |                               |
| 22   | Alin Anghel          | Romania     | 15,66 | X     | X     | 15,66  |                               |
| 23   | Kristinn Torfason    | Islanda     | X     | 14,80 | X     | 14,80  |                               |

### Finale
| # | Atleta            | Nazionalità | 1ª    | 2ª    | 3ª    | 4ª    | 5ª    | 6ª    | Misura | Note                                     |
| - | ----------------- | ----------- | ----- | ----- | ----- | ----- | ----- | ----- | ------ | ---------------------------------------- |
| 1 | Teddy Tamgho      | Francia     | 17,46 | 17,92 | 17,65 | 17,92 | X     | X     | 17,92  | Record mondiale                          |
| 2 | Fabrizio Donato   | Italia      | X     | 17,70 | 15,50 | 17,73 | 17,49 | X     | 17,73  | Record nazionale                         |
| 3 | Marian Oprea      | Romania     | 17,62 | 17,43 | X     | X     | -     | 15,41 | 17,62  | Miglior prestazione personale stagionale |
| 4 | Yoann Rapinier    | Francia     | 17,15 | 17,23 | X     | -     | X     | 16,76 | 17,23  | Miglior prestazione personale            |
| 5 | Christian Olsson  | Svezia      | 17,20 | X     | X     | X     | 16,65 | X     | 17,20  | =                                        |
| 6 | Anders Møller     | Danimarca   | X     | 16,38 | 16,31 | 16,41 | X     | 16,72 | 16,72  | Miglior prestazione personale stagionale |
| 7 | Dzmitrij Dziatsuk | Bielorussia | 16,04 | 16,02 | 15,80 | 15,75 | 16,27 | 16,26 | 16,27  |                                          |
| 8 | Daniele Greco     | Italia      | 16,04 | 16,24 | X     | X     | 16,02 | X     | 16,24  |                                          |